# Frans Erdmann van Saksen-Lauenburg
Frans Erdmann (Theusing, 25 februari 1629 – Schwarzenbek, 30 juli 1666), was hertog van Saksen-Lauenburg van 1665 tot 1666. Hij was een zoon van hertog Julius Hendrik en diens tweede vrouw prinses Elisabeth Sofia van Brandenburg.
Hij huwde in 1654 met zijn nicht Sibylle Hedwig van Saksen-Lauenburg (30 juli 1625 – Ratzeburg, 1 augustus 1703), dochter van hertog August van Saksen-Lauenburg. 

Omdat dit huwelijk kinderloos bleef, werd hij opgevolgd door zijn halfbroer Julius Frans.